# Karal
 Karal è un comune del Ciad situato nel dipartimento di Dagana, provincia di Hadjer-Lamis.